# Heuliez GX 437
Heuliez GX 437 je nízkopodlažní autobus francouzského výrobce autobusů Heuliez Bus určený pro použití ve veřejné dopravě. Jde o kloubovou verzi Heuliez GX 337. GX 437 je nástupcem Heuliez GX 427, který se přestal vyrábět na konci roku 2013.

## Popis
Autobus byl navržen pro podvozek Iveco Urbanway 18M. V červnu 2014 byl představen na výstavě European Mobility Exhibition na výstavišti ve Villepinte. Existují třídveřové a čtyřdveřové verze autobusu.
Elektrobusy jsou vybaveny elektrickým trakčním motorem 160/200 kW a systémem baterií Li-ion NMC Energy & Power (250 kWh). Autobus může ujet 120 km na jedno nabití a volitelně jej lze dobíjet pomocí pantografu, ale k dispozici je také konvenční nabíjení nebo kombinace obou možností.
Kromě standardních regionálních/městských autobusů je k dispozici také provedení HOV/BRT (Bus Rapid Transit), které je uváděno na trh jako řada „GX LINIUM“.

## Výroba
Všechny vozy jsou vyráběny v továrně Heuliez Bus v Rorthais v Deux-Sèvres ve Francii. V budoucnu[kdy?] se bude vyrábět pouze elektrická verze, výroba dieselové verze bude postupně ukončena.